# Göta Lejon (1702)
Göta Lejon var ett svenskt 90-kanoners linjeskepp, byggt 1702 av Charles Sheldon i Karlskrona; deltog som flaggskepp i slagen vid Kögebukt 1710 och Rugen 1715 samt i förenade flottan 1721; slopat 1745.